# Municipio de Union (condado de Jefferson, Pensilvania)
El municipio de Union (en inglés: Union Township) es un municipio ubicado en el condado de Jefferson en el estado estadounidense de Pensilvania. En el año 2000 tenía una población de 816 habitantes y una densidad poblacional de 17.7 personas por km².

## Geografía
El municipio de Union se encuentra ubicado en las coordenadas 41°11′09″N 79°09′50″O / 41.18583, -79.16389.

## Demografía
Según la Oficina del Censo en 2000 los ingresos medios por hogar en la localidad eran de $34,559 y los ingresos medios por familia eran de $38,828. Los hombres tenían unos ingresos medios de $29,318 frente a los $18,625 para las mujeres. La renta per cápita de la localidad era de $15,528. Alrededor del 7,2% de la población estaba por debajo del umbral de pobreza.